# دوبرکوویتسه
دوبرکوویتسه (به چکی: Dobrkovice) یک منطقهٔ مسکونی در جمهوری چک است که در ناحیه زلین واقع شده‌است. دوبرکوویتسه ۴٫۳۳ کیلومتر مربع مساحت و ۲۸۳ نفر جمعیت دارد و ۲۷۶ متر بالاتر از سطح دریا واقع شده‌است.